# جائزة ماليزيا الكبرى للدراجات النارية 1993
جائزة ماليزيا الكبرى للدراجات النارية 1993 هو سباق دراجات نارية أقيم بتاريخ 4 أبريل 1993 في حلبة شاه عالم. كان الجولة الثانية من أصل 14 في سباق الجائزة الكبرى للدراجات النارية موسم 1993. فاز الأمريكي وين ريني بفئة 500 سي سي بينما جاء الأسترالي داريل بيتي في المركز الثاني وحصل على المركز الثالث الأمريكي كيفن شوانتز.

## وصلات خارجية
- الموقع الرسمي